# Кременчук, Андрей
Андрей Кременчук (нем.  Andrej Krementschouk; (род. 1973), Нижний Новгород) — русский фотограф, этнограф, издатель. Основные направления в творчестве: художественная и документальная фотография.

## Биография
Кременчук Андрей родился в 1973 году в Горьком. Художественное образование начал в СПбГУКИ, на факультете «Реставрация, консервация и хранение произведений ДПИ из музейного металла». После третьего курса поступает во Владимирское музыкальное училище на факультет «народного хорового дирижирования». Там начинает собирать фольклор Владимирской и Нижегородских областей. С 1992 по 2002 гг. занимался экспедиционной деятельностью и собиранием фольклора села Владимирского Нижегородской области на озере Светлояр. В этот период, портретируя носителей фольклора и места их проживания, проявляет интерес к фотографии.
В конце девяностых, поступив в один из немецких университетов, переезжает в Германию, где и живёт по сей день. Продолжая этнографические изыскания, Кременчук изучает славистику в Университете Грайфсвальда, после чего посвящает себя изобразительному искусству и переводится в Гамбург в Высшую школу прикладных наук — HAW Hamburg на факультет kommunikationsdesign. Там изучает фотографию у профессора Уты Малер. Выпускник Academy of Visual Arts Leipzig (HGB) класса фотографии Тины Бара.
Признание за рубежом получил работой «No Direction Home», русское название «Возле дома твоего», изданной в 2009 году. Работам Кременчука присущ повествовательный, эмоциональный стиль изложения, концептуальная проработка тем, их национальный характер. С 2009 по 2011 год член берлинского фотоагентства OSTKREUZ.
Публикуется и сотрудничает с ведущими мировыми изданиями. В 2011 году выступает в качестве издателя книг.

## Работы
- 2008—2012 Chernobyl Zone
- 2006—2010 COME BURY ME
- 2005—2007 No Direction Home

## Персональные выставки
- 2018 — «Нескончаемо», Галерея Clara Maria Sels, Дюссельдорф
- 2016 — «Русские», Salzhof, Freistadt
- 2012 «Die Zerbrechlichkeit der Zweige», Галерея Clara Maria Sels, Дюссельдорф
- 2011 «No Direction Home», Blue Sky, the Oregon Center for the Photographic Arts, Portland USA
- 2011 «Чернобыль. Территория Родины», Reiss-Engelhorn Музей, Мангейм
- 2011 «Чернобыль», Галерея Clara Maria Sels, Дюссельдорф
- 2011 «No Direction Home», Studio im Hochhaus — Kunst und Literaturwerkstatt, Берлин
- 2009 «Кременчук Андрей, Фотография», Сообщество Искусства Реклингнаузен, Реклингнаузен
- 2009 «No Direction Home», Галерея Clara Maria Sels, Дюсельдорф
- 2009 «No Direction Home», Галерея Filipp Rosbach, Лейпциг

## Групповые выставки (выборочно)
- 2021 — »MODERNE ZEITEN INDUSTRIE IM BLICK VON MALEREI UND FOTOGRAFIE«, Bucerius Kunst Forum, Hamburg
- 2019 — »LAND SCOPE. Fotoarbeiten von Roni Horn bis Thomas Ruff« - Münchner Stadtmuseum, München
- 2014 — «HEIMAT» — художественное собрание DZ BANK, NRW-Forum Düsseldorf
- 2013 — «The look behind / Der Blick dahinter», Märkischen Museum Witten, Witten
- 2013 — «CROSSING VIEWS» — Фотоискусство из Лейпцига, Marburger Kunstverein, Marburg
- 2012 — «Religion und Riten», художественное собрание DZ BANK, Art Foyer, Франкфурт на Майне
- 2011 — «The City. Becoming and Decaying», Музей Lindenau, Альтенбург
- 2011 — «Улица энтузиастов», выставочное турне, организованное Фондом Генриха Беля и Института Морат, Берлин, Киев, Варшава, Брюссель, Гамбург, Гартов, Фрайбург
- 2010 — «Город — от зарождения до смерти», Bayrischen Versicherungskammer, Мюнхен
- 2010 — F/STOP 4, Международный фотофестиваль, Лейпциг
- 2010 — FotoDoks 2010, Фестиваль документальной фотографии , Мюнхен
- 2010 — «Город — от зарождения до смерти», C/O Berlin, International Forum For Visual Dialogues, Берлин
- 2008 — «good prospects — young german photography 2007—2008», Дом фотографии, Гамбург., Martin Gropius Bau и музей фотографии Берлина
- 2008 — «Friction and Conflict», Музей Искусств , Kalmar, Швеция
- 2006—2007 «МОДА», Музей Прикладного Искусства, Гамбург, Германия

## Награды / Гранты
- 2013 Художественное собрание DZ BANK — проектная стипендия
- 2012 Robert Bosch Stiftung — Grenzgänger
- 2011 VG Bild-Kunst — книги Chernobyl I Zone и Chernobyl Zone II
- 2010 PDN Photo Annual 2010 — «No Direction Home» в категории фотокнига
- 2009 Немецкая Премия Фотокниги (Deutscher Fotobuchpreis 2010), серебро за «No Direction Home»
- 2008 VG Bild-Kunst
- 2007 «good prospects — young german photography 2007—2008»

## Авторские книги
- 2018 «Der Tisch», Роман. В переводе с русского Christine Auras. Osburg Verlag, ISBN 978-3-95510-153-4.[3]
- 2014 «drei Tage im Winter», Andrej Krementschouk, немецкий., Revolver Publishing, ISBN 978-3-95763-233-3
- 2011 «Chernobyl Zone II», текст: Wolfgang Kil, Thomas Schirmböck, Андрей Кременчук., английский / немецкий.,120 страниц, 60 цветных фото. KEHRER Heidelberg — ISBN 978-3-86828-210-8
- 2011 «Chernobyl Zone I», 96 страниц, 64 цветных фото. KEHRER Heidelberg — ISBN 978-3-86828-200-9
- 2010 «COME BURY ME» текст: Андрей Кременчук., английский, 104 страницы, 47 цветных фото. Kehrer — ISBN 978-3-86828-120-0
- 2009 «No Direction Home» текст: Борис Михайлов, Андрей Кременчук., английский / русский / немецкий., 120 страниц, 81 Цвет — и 2 ч/б фото. Kehrer — ISBN 978-3-86828-056-2

## Работы в книгах (выборочно)
- 2014 Heimat? Osteuropa in der zeitgenössischen Fotografie, Kerber Verlag — ISBN 978-3866789647
- 2010 «Die Stadt — Vom Werden und Vergehen» Hatje Cantz — ISBN 978-3-7757-2659-7
- 2010 «Im Verborgenen» F/Stop Vol 4. Zeitgenössische Fotografie aus Leipzig und International, ISBN 978-3-86828-186-6

## Издательские проекты
- 2011 Alexander Chekmenev — DONBASS, Kehrer Verlag, немецкий / английский / русский — ISBN 978-3-86828-185-9